# Kanton Saint-Anthème
Kanton Saint-Anthème (fr. Canton de Saint-Anthème) je francouzský kanton v departementu Puy-de-Dôme v regionu Auvergne. Tvoří ho pět obcí.

## Obce kantonu
- La Chaulme
- Grandrif
- Saint-Anthème
- Saint-Clément-de-Valorgue
- Saint-Romain